# Nick Thoman

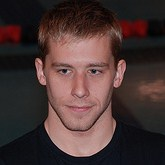
Thoman.

Nicholas Thoman (6 de marzo de 1986) es un nadador estadounidense que se especializa en espalda y es un medallista de oro olímpico. Ha ganado dos campeonatos del mundo como miembro de los equipos ganadores de relevo combinado de los Estados Unidos en el Campeonato Mundial de Natación FINA. En la actualidad posee el récord mundial en los 100 metros espalda (curso corto). Thoman ha ganado un total de ocho medallas en las competencias internacionales importantes, tres de oro, dos de plata y tres de bronce que abarca los Juegos Olímpicos, Campeonatos del Mundo, Campeonatos Pan Pacific y Universiada de Verano. Fue miembro del equipo olímpico de EE. UU. en 2012, y ganó medallas de oro y plata en los Juegos Olímpicos de 2012. El 6 de diciembre de 2013, en USA Swimming Nacionales en Knoxville Tennessee, Thoman obtuvo tres récords estadounidenses en una noche. Rompió el récord estadounidense de espalda de 50 yardas (20,69), fue parte de un récord estadounidense rompiendo en los 200 de relevo combinado (junto con E. Knight, T. Phillips y C. Jones, 1:23.02) y rompió el récord estadounidense en los 100 yardas espalda con un tiempo de 44.07.

## Carrera
Thoman nació en Cincinnati, Ohio. Nadó para Cincinnati Aquatic Club bajo el entrenador en jefe Benson Spurling desde los 8 años hasta la escuela secundaria. Asistió a Mariemont High School en los suburbios de Cincinnati y fue entrenado por Kevin Maness. En el Duelo en la Piscina de 2009, en un encuentro de curso corto, Thoman se combinó con Mark Gangloff, Michael Phelps y Nathan Adrian en los 4 relé x 100 metros combinados para romper el récord mundial anteriormente en manos de Canadá. Mientras que en la apertura del relé, Thoman también rompió el récord mundial en los 100 metros espalda con un tiempo de 48.94.